# Байрамов, Ровшан Джаннет оглы
Ровшан Джаннет оглы Байрамов (азерб. Rövşən Cənnət oğlu Bayramov; род. 7 мая 1987, Баку, Азербайджанская ССР) — профессиональный азербайджанский борец греко-римского стиля, бывший член национальной сборной Азербайджана, тренер сборной Азербайджана по греко-римской борьбе. Чемпион мира 2011 года (Стамбул) и двукратный чемпион Европы 2007 и 2008 годов, серебряный призёр чемпионатов мира 2006 и 2015 годов, серебряный призёр Олимпийских игр 2008 года в Пекине и Олимпийских игр 2012 года в Лондоне, бронзовый призёр чемпионата мира 2009 года (Гернинг, Дания). Мастер спорта (с 2006 года), Заслуженный мастер спорта (с 2009 года).

## Биография
Ровшан Байрамов пришёл в борьбу в возрасте 12 лет по наставлению своих родственников. Является воспитанником Спортивного Оздоровительного Центра «Нефтчи». Первым тренером был Гюльахмед Гусейнов, у которого Ровшан тренировался 4 года, участвую в детских и юношеских первенствах. В 2002 году наставником борца становится тренер Хиджран Шарифов. С 2014 года персональным тренером спортсмена является Ильгар Абдуллаев.
Является выпускником факультета единоборств Азербайджанской государственной академии физической культуры и спорта, где обучался в 2004-2008 годах. Женат, имеет одного сына.

## Общественная деятельность
В ноябре 2014 года Операционный Комитет Европейских Игр Баку 2015 объявил Ровшана Байрамова, наряду с десятью другими спортсменами из Азербайджана, спортивным-послом в первых Европейских Играх.

## Достижения

### Олимпийские игры
| Соревнования                 | Сборная     | Весовая категория | Место   |
| ---------------------------- | ----------- | ----------------- | ------- |
| Летние Олимпийские игры 2008 | Азербайджан | 55 кг             | Серебро |
| Летние Олимпийские игры 2012 | Азербайджан | 55 кг             | Серебро |

#### Олимпийские игры 2008

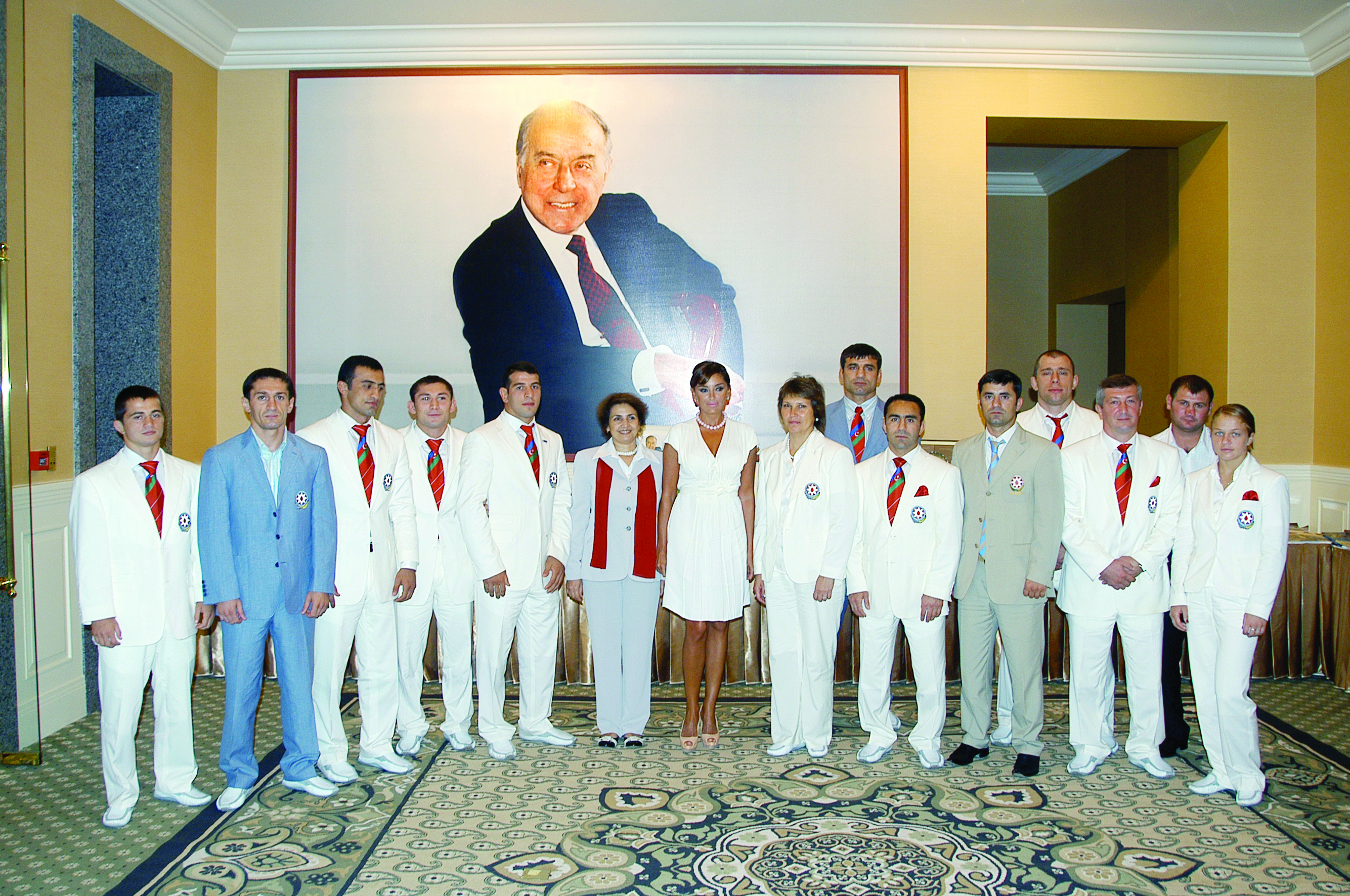
02.09.2008 - на приеме в Фонде Гейдара Алиева в честь победителей и призеров Олимпийских Игр

В Пекине Байрамов представлял Азербайджан в весовой категории до 55 кг. Одолев в 1/8 финала представителя Египта Мустафу Мухаммеда, в 1/4 финала Ровшан одержал победу над спортсменом из Кубы Эрнандесом. В полуфинале соперником Байрамова стал спортсмен из Армении Роман Амоян. Байрамов победил в обоих раундах со счётом 7-2 и 4-1 соответственно. В финале, проходившем 12 августа Ровшану противостоял борец из России Назир Манкиев. В итоге, проиграв с общим счётом 6-5, Байрамов получил серебряную медаль олимпийских игр..

#### Олимпийские игры 2012
Став чемпионом мира в 2011 году, Байрамов завоевал лицензию на летние Олимпийские игры 2012 года и представлял Азербайджан в Лондоне в весовой категории до 55 кг. Проиграв лишь в финале, Байрамов и на этой Олимпиаде взял серебряную медаль.

#### Олимпийские игры 2016

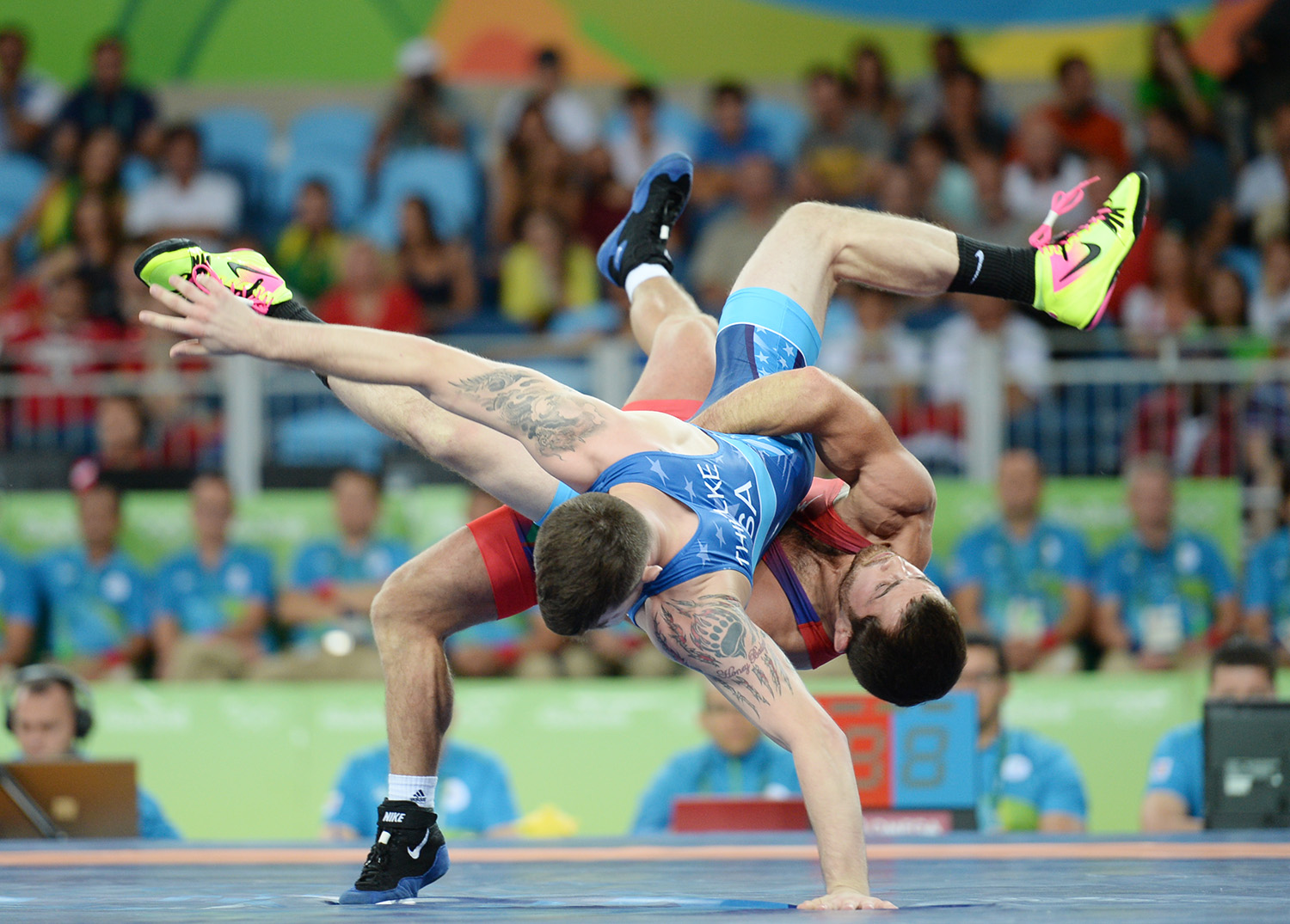
Байрамов на Олимпийских играх 2016 в Рио против Джесса Тиелке из США

На летних Олимпийских играх 2016 года Ровшан Байрамов, последовательно одолев Райбера Родригеза из Венесуэлы и Джесса Тиелке из США, в полуфинале проиграл Синобу Ота из Японии. Так, ведя в счете 2:0, Байрамов попал на приём Синобу, который положил его на лопатки. В схватке за бронзовую медаль Байрамов не смог победить Стига Андре Берге из Норвегии. Встреча завершилась со счётом 1:1 и Байрамов проиграл за счёт последнего броска Берге. Таким образом, двукратный призёр Игр Ровшан Байрамов завершил свою третью Олимпиаду без медалей.

### Чемпионаты мира
| Соревнования                                | Сборная     | Весовая категория | Место   |
| ------------------------------------------- | ----------- | ----------------- | ------- |
| Чемпионат мира по борьбе среди юниоров 2003 | Азербайджан | 50 кг             | Золото  |
| Чемпионат мира по борьбе среди юниоров 2005 | Азербайджан | 55 кг             | Бронза  |
| Чемпионат мира по борьбе 2006               | Азербайджан | 55 кг             | Серебро |
| Чемпионат мира по борьбе 2009               | Азербайджан | 55 кг             | Бронза  |
| Чемпионат мира по борьбе 2011               | Азербайджан | 55 кг             | Золото  |

### Кубки мира
| Соревнования              | Сборная     | Весовая категория | Место  |
| ------------------------- | ----------- | ----------------- | ------ |
| Кубок мира по борьбе 2015 | Азербайджан | 55 кг             | Золото |

### Чемпионаты Европы
| Соревнования                                  | Сборная     | Весовая категория | Место  |
| --------------------------------------------- | ----------- | ----------------- | ------ |
| Чемпионат Европы по борьбе среди кадетов 2002 | Азербайджан | 46 кг             | Бронза |
| Чемпионат Европы по борьбе среди кадетов 2003 | Азербайджан | 50 кг             | Бронза |
| Чемпионат Европы по борьбе 2006               | Азербайджан | 55 кг             | Бронза |
| Чемпионат Европы по борьбе 2007               | Азербайджан | 55 кг             | Золото |
| Чемпионат Европы по борьбе 2008               | Азербайджан | 55 кг             | Золото |

## Другие соревнования
| Соревнования                                | Сборная     | Весовая категория | Место   |
| ------------------------------------------- | ----------- | ----------------- | ------- |
| Золотой Гран-при по борьбе 2006             | Азербайджан | 55 кг             | Золото  |
| Чемпионат мира по борьбе среди военных 2006 | Азербайджан | 55 кг             | Золото  |
| Золотой Гран-при по борьбе 2008             | Азербайджан | 55 кг             | Золото  |
| Турнир Кристо Лютте 2009                    | Азербайджан | 55 кг             | Серебро |
| Золотой Гран-при по борьбе 2009             | Азербайджан | 55 кг             | Бронза  |
| Золотой Гран-при по борьбе 2010             | Азербайджан | 55 кг             | Серебро |
| Золотой Гран-при по борьбе 2011             | Азербайджан | 55 кг             | Золото  |
| Тестовый тупнир ФИЛА 2011                   | Азербайджан | 60 кг             | 5       |
| Гран-при Германии по борьбе 2012            | Азербайджан | 60 кг             | Серебро |
| Гран-при Испании по борьбе 2013             | Азербайджан | 55 кг             | Золото  |
| Международный турнир Огни Москвы 2014       | Азербайджан | 59 кг             | Бронза  |

## Награды и звания
Указом Президента Азербайджанской Республики от 29 августа 2008 года, за успешное выступление на XIX летник Олимпийских играх в Пекине, был награждён медалью «Прогресс» (азерб. «Tərəqqi»).
В 2008 году был избран «Лучшим спортсменом года» со стороны ФИЛА - Международной Федерации Борьбы.
Согласно распоряжению Президента Азербайджанской Республики Ильхама Алиева от 31 августа 2012 года, за высокие достижения на ХХХ летних Олимпийских играх в Лондоне, а также за заслуги в развитии азербайджанского спорта Ровшан Байрамов был награждён «Почётным дипломом Президента Азербайджана».